# Euxenita-(Y)
L'euxenita-(Y) és un mineral de la classe dels òxids que pertany al grup de l'euxenita. El seu nom prové del grec εΰζευος (hospitalari), en al·lusió al gran nombre d'elements rars que conté.

## Característiques
L'euxenita-(Y) és la forma mineral d'un òxid múltiple de fórmula química (Y,Ca,Ce,U,Th)(Nb,Ta,Ti)₂O₆. En la seva composició són elements essencials, a més de l'oxigen, l'itri i el niobi, sent el contingut d'aquest últim del 33,16%. L'euxenita-(Y) també inclou elements com calci, tàntal, ceri i titani. En menor mesura pot contenir urani i tori, sent un mineral altament radioactiu. És dimorf de l'aeschynita-(Y), i isostructural amb la tanteuxenita-(Y). Forma una sèrie de solució sòlida amb la policrasa-(Y).
Cristal·litza en el sistema ortoròmbic presentant morfologia granular o massiva. Quan es presenta de manera massia, els cristalls, uniformement indistingibles, formen masses grans. Pot patir el procés de metamictització, que comporta la pèrdua de l'estructura cristal·lina a conseqüència del dany produït per la radiació. És de color variable que va del negre al verd oliva, amb lluentor grassa. Té duresa 6,5 a l'escala de Mohs, comparable a la de la pirita. És soluble en àcid fluorhídric i àcid sulfúric i es dissol fàcilment en hidròxid potàssic. Quan s'escalfa no es fon, però crepita i brilla.
Segons la classificació de Nickel-Strunz, l'euxenita-(Y) pertany a «04.DG: Òxids i hidròxids amb proporció Metall:Oxigen = 1:2 i similars, amb cations grans (+- mida mitjana); cadenes que comparteixen costats d'octàedres» juntament amb els següents minerals: fersmita, kobeïta-(Y), loranskita-(Y), policrasa-(Y), tanteuxenita-(Y), uranopolicrasa, itrocrasita-(Y), fergusonita-(Y)-β, fergusonita-(Nd)-β, fergusonita-(Ce)-β, itrotantalita-(Y), foordita, thoreaulita i raspita.

## Formació i jaciments
Es troba en pegmatites granítiques i en sorres negres detrítiques. Els jaciments són escassos, localitzant el tipus nomenclatural a Jølster (Sogn og Fjordane, Noruega). En aquest mateix país existeixen dipòsits en Kragerø (Telemark), a l'illa d'Hidra (Vest-Agder) i en Evje og Horness i Iveland (Aust-Agder). Fora d'Europa cal assenyalar els jaciments que hi ha a Madagascar, a Ankazobe (Antananarivo), així com els dels Estats Units, en Arizona, Colorado, Idaho i Wyoming. Sol trobar-se associada a altres minerals com: albita, microclina, biotita, moscovita, ilmenita, monacita, xenotima, zircó, beril, magnetita, granat, al·lanita, gadolinita, aeschynita-(Y), thorita, uraninita, betafita i columbita.